# Jérémy Kapone
Jérémy Kapone (* 12. dubna 1990 v Douarnenez, Francie) je francouzský herec, zpěvák a textař. Je známý zejména kvůli jeho roli Maëla ve filmu LOL.
Patří do hudební skupiny Kaponz & Spinoza, která napsala písničku Exil právě k filmu LOL.

## Filmografie

### Filmy
- 2008 : LOL - role Maëla
- 2010 : Complices - role Thomase

### Televize
- 2010 : Le Grand restaurant - role číšníka Alexandra
- 2011 : Le Grand restaurant II - role číšníka Alexandra

## Nominace a ocenění
- 2009 obdržel ocenění Festival du film de Cabourg za nejnadějnějšího nováčka v mužské kategorii za film LOL.